# Jaroslav Hlavatý
Jaroslav Hlavatý (1. ledna 1944, Borek – 6. srpna 2005, Dvůr Králové nad Labem) byl český silniční motocyklový závodník.

## Závodní kariéra
Pocházel z Vítězné. V místrovství Československa startoval ve třídě do 125 cm³ na motocyklu ČZ v roce 1969 a na motocyklu Ravo v letech 1970-1973. V roce 1972 získal titul mistra republiky. Závod mistrovství republiky vyhrál v roce 1972 ve Velkém Meziříčí a v roce 1973 v Klatovech. V závodě 300 zatáček Gustava Havla v Hořicích skončil v roce 1973 na druhém místě.

## Úspěchy
- 1x mistr Československa
- 2 vítězství v závodech mistrovství Československa
  - 1969 do 125 cm³ – 7. místo
  - 1970 do 125 cm³ – 4. místo
  - 1971 do 125 cm³ – 8. místo
  - 1972 do 125 cm³ – 1. místo
  - 1973 do 125 cm³ – 6. místo
- 300 ZGH
  - 1973 2. místo do 125 cm³